# Дивайд (округ)
Округ Дивайд (англ. Divide County) располагается в штате Северная Дакота, США. Официально образован в 1910 году. По состоянию на 2013 год, численность населения составляла 2314 человек.

## История
Округ был сформирован по результатам голосования в ноябре 1910 года путём выделения из округа Уильямс. Вполне возможно, что название возникло от самого факта отделения (англ. Divide-делить), но не исключено получение названия ввиду того, что округ расположен недалеко от Американского континентального водораздела. Столицей округа с момента основания является город Кросби.

## География
По данным Бюро переписи США, общая площадь округа равняется 3 354,053 км2, из которых 3 263,403 км2 — суша, и 35,000 км2, или 2,680 % — это водоёмы.

## Население
По данным переписи населения 2000 года в округе проживает 2283 жителя в составе 1005 домашних хозяйств и 649 семей. Плотность населения составляет 0,70 человек на км2. На территории округа насчитывается 1469 жилых строений, при плотности застройки около 0,40-ти строений на км2. Расовый состав населения: белые — 98,99 %, афроамериканцы — 0,13 %, коренные американцы (индейцы) — 0,53 %, азиаты — 0,18 %, гавайцы — 0,00 %, представители других рас — 0,18 %, представители двух или более рас — 0,00 %. Испаноязычные составляли 0,61 % населения независимо от расы.
В составе 22,50 % из общего числа домашних хозяйств проживают дети в возрасте до 18 лет, 56,80 % домашних хозяйств представляют собой супружеские пары, проживающие вместе, 4,20 % домашних хозяйств представляют собой одиноких женщин без супруга, 35,40 % домашних хозяйств не имеют отношения к семьям, 33,40 % домашних хозяйств состоят из одного человека, 19,90 % домашних хозяйств состоят из престарелых (65 лет и старше), проживающих в одиночестве. Средний размер домашнего хозяйства составляет 2,18 человека, и средний размер семьи 2,79 человека.
Возрастной состав округа: 20,20 % — моложе 18 лет, 3,60 % — от 18 до 24, 20,10 % — от 25 до 44, 26,60 % — от 45 до 64, и 26,60 % — от 65 и старше. Средний возраст жителя округа — 49 лет. На каждые 100 женщин приходится 100,80 мужчин. На каждые 100 женщин старше 18 лет приходится 97,50 мужчин.
Средний доход на домохозяйство в округе составлял 30 089 USD, на семью — 39 292 USD. Среднестатистический заработок мужчины был 28 333 USD против 16 371 USD для женщины. Доход на душу населения составлял 16 225 USD. Около 9,50 % семей и 14,60 % общего населения находились ниже черты бедности, в том числе — 19,50 % молодежи (тех, кому ещё не исполнилось 18 лет) и 14,70 % тех, кому было уже больше 65 лет.

## Населённые пункты

### Города
- Кросби
- Нунан
- Амброз
- Фортуна

### Тауншипы
| - Алегзандрия - Амброз - Апланд - Блуминг-Прери - Блуминг-Валли - Бордер - Бург - Уэстби - Гарнет - Гусенек - Дайневалле | - Де-Уитт - Клинтон - Колфилд - Линкольн-Валли - Лонг-Крик - Мэнтор - Палмер - Пламер - Райтинг-Рок - Суокс-Трейн - Смоки-Батт | - Стонвью - Туин-Батт - Трой - Хауки - Хейленд - Фертилл-Валли - Фредерик - Филмор - Фрейзер - Элкхорн |